# Матешовци
Матешовци е село в Северна България.
То се намира в община Трявна, област Габрово.

## География
Матешовци се намира до село Раданци и между градовете Габрово и Трявна.
Това малко село е с малко къщи, но поне не са пустеещи както в повечето други села.
Има хубави гори и големи поляни.

## Културни и природни забележителности
По път за Матешевци ще видите много красиво разредени поляни, като в приказките.
Горите са някак светло-сенчести, доста приятна гледка. Оттам минава дере, но може да се нарече и река, защото това си е чиста забележителност, запълваща всякакви празнини в пейзажа на това буйно и с природни фактори селце.